# Mihai Ghimpu
Mihai Ghimpu (moldaviska kyrilliska: Михай Гимпу), född 19 november 1951 i Kolonitsa, Moldaviska SSR i Sovjetunionen (nuvarande Colonița i Moldavien), är en moldavisk politiker som var parlamentets talman från 28 augusti 2009 – 30 november 2010 och tillförordnad president från 11 september 2009 – 28 december 2010.